# MaliVai Washington
MaliVai Washington (* 20. června 1969 Glen Cove, New York, USA) je bývalý americký tenista. Na grandslamu si zahrál finále Wimbledonu 1996, kde prohrál s Nizozemcem Richardem Krajickem. V roce 1994 vyhrál premiérový ročník turnaje Ostrava Open. Jeho nejlepším žebříčkovým postavením bylo 11. místo.
Profesionální tenistkou byla také jeho mladší sestra Mashona Washingtonová. Po ukončení aktivní kariéry založil nadaci poskytující tenisovou výuku nemajetným dětem. V roce 2009 obdržel Cenu Arthura Ashe za humanitární počin.